# Liste der Kulturdenkmale in Steinsdorf (Plauen)

Lage des Ortsteils Steinsdorf in Plauen

In der Liste der Kulturdenkmale in Steinsdorf sind die Kulturdenkmale des Plauener Ortsteils Steinsdorf verzeichnet, die bis September 2019 vom Landesamt für Denkmalpflege Sachsen erfasst wurden (ohne archäologische Kulturdenkmale). Die Anmerkungen sind zu beachten.
Diese Aufzählung ist eine Teilmenge der Liste der Kulturdenkmale in Plauen.

## Liste der Kulturdenkmale in Steinsdorf
| Bild | Bezeichnung | Lage                       | Datierung | Beschreibung | ID       |
| ---- | --- | -------------------------- | --- | --- | -------- |
|      | Mangelhäuschen mit Wäschemangel                                                                                                | Hauptstraße (Karte)        | Um 1900 | Selten gewordener dörflicher Kleinbau, ortsgeschichtlich und heimatkundlich von Bedeutung. Eingeschossiger kleiner Fachwerkbau, Gefache mit Ziegeln ausgefacht, flachgeneigtes Satteldach. | 09247359 |
|      | Wohnstallhaus, Seitengebäude und Torbogen eines Dreiseithofes sowie Hofbäume (zwei Kastanien), Bauerngarten und Streuobstwiese | Hauptstraße 2 (Karte)      | Nach 1800 | Landschafts- und zeittypische bäuerliche Wohn- und Wirtschaftsgebäude, baugeschichtliche, sozialgeschichtliche und wirtschaftsgeschichtliche Bedeutung. - Wohnhaus: breitgelagerter zweigeschossiger Bau, Giebel dreiachsig, Erdgeschoss massiv, Fachwerk-Obergeschoss verputzt und verbrettert, flachgeneigtes Krüppelwalmdach - daran anschließend massiver Stallteil: zweigeschossig, Satteldach - Scheune: im Winkel zu anderen stehend, zweigeschossig, Fachwerk verbrettert - Seitengebäude: wieder im Winkel stehend, zweigeschossig, Erdgeschoss Bruchstein verputzt, Obergeschoss verputztes Ziegelmauerwerk, Satteldach - Toreinfahrt: große gemauerter und verputzte Pfeiler, darauf Holzbalken mit kleinem Satteldach, zweiflügliges Tor mit kleiner Pforte            | 09247355 |
|      | Wohnhaus eines ehemaligen Zweiseithofes                                                                                        | Hauptstraße 4 (Karte)      | Um 1800 | Ländliche Architektur von heimatgeschichtlicher und baugeschichtlicher Bedeutung. - Wohnhaus: eIngeschossig, Erdgeschoss massiv und verputzt, Umschrot im Traufbereich, Giebeldreieck Fachwerk verbrettert, Wetterschräge, steiles Satteldach - ehemaliges Seitengebäude (Abbruch 2007): Erdgeschoss vermutlich Fachwerk, Fachwerk-Obergeschoss leicht vorkragend mit gefaster Schwelle, das Fachwerk einriegelig, Streben gezapft, Satteldach, Fachwerk im Erdgeschoss mit Ziegeln ausgefacht - Einfriedung: Zaunpfeiler Schiefer | 09247356 |
|      | Feuerwehrgerätehaus mit angebauter Milchbank                                                                                   | Hauptstraße 5a (Karte)     | Um 1900 | Typischer dörflicher Zweckbau, von ortsgeschichtlicher und heimatkundlicher Bedeutung. Eingeschossiger Fachwerkbau, Fachwerk mit Ziegeln ausgefacht, heute mit nachträglich angebauter Milchbank, flachgeneigtes Satteldach. | 09247360 |
|      | Gasthof Zum Hirschen | Hauptstraße 6 (Karte)      | Um 1850 | Gebäude in regionaltypischer Bauweise, von ortsgeschichtlicher Bedeutung. Zweigeschossig, massiver Putzbau von 9:3 Achsen (traufseitig um zwei Achsen erweitert), Gurtgesimse markieren Geschosse sowie Drempelzone, zentrale Haustür mit Ohrung und Schlussstein, zweiflügelige Haustür nachträglich, Natursteingewände, Walmdach, Gauben heute teilweise erweitert. | 09247354 |
|      | Ehemalige Schmiede mit Wohnhaus und Seitengebäude                                                                              | Hauptstraße 8 (Karte)      | 2. Hälfte 18. Jahrhundert | Typisches Anwesen eines Dorfhandwerkers, ortsbildprägende Bedeutung auf Grund der dominanten Lage auf dem Dorfplatz, baugeschichtlicher und ortsgeschichtlicher Wert. - Schmiedewohnhaus: auf massivem Erdgeschoss Obergeschoss mit regelmäßigem Fachwerk mit Streben, abgefaste, leicht vorkragende Schwelle, Giebel massiv aufgeführt im 20. Jahrhundert, Giebeldreieck Fachwerk verschiefert, Satteldach - paralleles Seitengebäude: Erdgeschoss massiv verputzt und verändert, Obergeschoss Fachwerk regelmäßig mit Streben, Tür im Obergeschoss, Holzfensterläden, flachgeneigtes Satteldach | 09247371 |
|      | Wohnstallhaus, Scheune, zwei Seitengebäude, Einfriedung und Toreinfahrt eines Bauernhofes                                      | Hauptstraße 10 (Karte)     | Um 1800 (Wohnhaus); nach 1800 (Scheune und Seitengebäude)                                                                                        | Landschaftstypisches Fachwerkwohnhaus von baugeschichtlicher und ortsbildprägender Bedeutung. - Wohnhaus: zweigeschossig, Erdgeschoss massiv und verputzt, leicht verändert, Fachwerk-Obergeschoss teilweise verputzt, einfaches und regelmäßiges Fachwerk mit Eckstreben, Giebel verschiefert, Krüppelwalmdach - Seitengiebel: Fachwerk mit Ziegelausfachung, Satteldächer, zweigeschossig - ein Seitengebäude: massiv, zweigeschossig, vorkragendes Satteldach hofseitig - Toreinfahrt: Ziegelmauerwerk verputzt | 09247368 |
|      | Wohnstallhaus eines Bauernhofes                                                                                                | Hauptstraße 12 (Karte)     | Um 1750 | Landschafts- und zeittypisches Fachwerkwohnhaus von ortsbildprägender und baugeschichtlicher Bedeutung. Fachwerk-Obergeschoss teilweise verputzt, regelmäßiges Fachwerk mit Eckstreben, Erdgeschoss massiv, Giebeldreieck verkleidet, Krüppelwalmdach, wichtig auf Grund seiner Lage nahe der Dorfkirche, Schwelle des Obergeschosses leicht vorkragend mit Fase, hinterer Teil des Hauses massiv. | 09247369 |
|      | Ehemalige Schule, heute Wohnhaus                                                                                               | Hauptstraße 14 (Karte)     | Nach 1830 erbaut | Fachwerkbau in der Mitte des Dorfes, von ortsbildprägender, baugeschichtlicher sowie ortsgeschichtlicher Bedeutung. Teilweise rekonstruierter Fachwerkbau mit massivem Erdgeschoss, Einbeziehung des älteren Baubestandes, Erdgeschoss Ziegelmauerwerk, teilweise auch Bruchsteinmauerwerk verputzt, Obergeschoss Fachwerk, größtenteils rekonstruiert, teilweise Hohlblockziegelmauerwerk, Dachstuhl neu aufgesetzt, original erhalten, im Erdgeschoss Ziegelmauerwerk im Bereich der ehemaligen Schulstube und Bruchsteinmauerwerk im Bereich des ehemaligen Stalles, Granittürportal und Reste des Fachwerks im Obergeschoss, weiterhin in Schulstube Holzeinschubdecke mit flachem Unterzug.                                                                                   | 09247370 |
|      | Kirche (mit Ausstattung), sowie Reste der Kirchhofseinfriedung und drei alte Grabsteine                                        | Hauptstraße 14a (Karte)    | 1497 (Altar); 1503/1504 Dendro (Dachbalkenwerk); 1724 Dendro (Kirchen- und Turmdachwerk); 17./18. Jahrhundert (Kirchenausstattung); 1844 (Orgel) | Kleine Saalkirche mit überdimensionalem Turm, wertvolle Ausstattung, baugeschichtlich und ortsgeschichtlich von Bedeutung. Verputzter Bruchsteinbau mit geradem Abschluss, Westturm auf quadratischem Grundriss, Abschluss mit Welscher Haube, Laterne und Zwiebel. Innen: Felderdecke 17. Jahrhundert, umlaufende eingeschossige Emporen aus 17. und 18. Jahrhundert, Brüstungen ornamental bemalt, an der Ostseite bäuerliche Schnitzereien, qualitätvoller Flügelaltar, frühes Werk von Peter Breuer (bezeichnet mit 1497), weiterhin Kanzel, Taufe, Chorschranken vermutlich Elsterberger Schnitzerei um 1700, Orgel von Carl Wolf aus Plauen 1844, umgebaut und erweitert 1896 durch Emil Müller.                                                                             | 09247372 |
|      | Wohnstallhaus, zwei Seitengebäude, Scheune und Toreinfahrt eines Vierseithofes                                                 | Hauptstraße 16 (Karte)     | Nach 1800 | Gut erhaltenes ländliches Ensemble von ortsbildprägender und baugeschichtlicher Bedeutung. - Wohnhaus: zweigeschossig, vermutlich massiv, verputzt, Krüppelwalmdach, leicht verändert, aber wichtig für Ortsbild bedingt durch Lage unmittelbar an Straße und Geschlossenheit - Scheune: mit Seitengebäude im rechten Winkel zusammengebaut, beide Satteldächer mit Schieferdeckung, Seitengebäude Erdgeschoss Bruchsteinmauerwerk verputzt, Fachwerk-Obergeschoss, Scheune auch im Erdgeschoss Fachwerk - weiterhin im rechten Winkel an erstes Seitengebäude wurde zweites Seitengebäude angebaut: Erdgeschoss Bruchsteinmauerwerk verputzt, Fachwerk-Obergeschoss, Satteldach, schlichte Fachwerkbauten des 19. Jahrhunderts - Torbogen: massiv verputzt mit Holztor und Pforte | 09247367 |
|      | Wohnstallhaus, Scheune und zwei aneinander gebaute Seitengebäude eines Vierseithofes                                           | Hauptstraße 17 (Karte)     | Um 1800 | Landschafts- und zeittypische bäuerliche Wohn- und Wirtschaftsgebäude von geschichtlicher und ortsbildprägender Bedeutung. - Wohnhaus: Fachwerk-Obergeschoss teilweise verputzt, Erdgeschoss massiv und leicht verändert, Krüppelwalmdach - Scheune: zweigeschossig, Fachwerk verbrettert, Satteldach, Schiebefenster, unverändertes Bauwerk - Seitengebäude: rechtwinklig aneinander gebaut, vermutlich das eine Seitengebäude nachträglich angefügt, Erdgeschoss massiv und verputzt, Fachwerk-Obergeschoss, regelmäßiges Fachwerk mit Eckstreben, Satteldach Ursprungsbau um 1800, Erweiterung nach 1800, gut erhaltenes bäuerliches Hausensemble von großer Bedeutung für das Ortsbild.                                                                                        | 09247362 |
|      | Wohnstallhaus, angebautes Seitengebäude und Scheune eines ehemaligen Vierseithofes                                             | Hauptstraße 19 (Karte)     | Scheune bezeichnet mit 1818 | Traditionelles ländliches Hausensemble von geschichtlicher und ortsbildprägender Bedeutung. - Wohnhaus: Erdgeschoss massiv, Fachwerk-Obergeschoss verputzt, winkelförmiger Anbau mit Fachwerk-Obergeschoss, Erdgeschoss massiv, Ziegelmauerwerk verputzt, Giebel verschiefert, Krüppelwalmdach - angebautes Seitengebäude: eingeschossig mit Drempel, Erdgeschoss Bruchsteinmauerwerk verputzt, Granitfenstergewände, Granittürportal mit Schlussstein, dieses bezeichnet mit 1818, Drempel Fachwerk verputzt, dieser ausgefacht mit Ziegeln, Krüppelwalmdach mit Schieferdeckung, Dachreiter zur Entlüftung - Scheune: zweigeschossig, teilweise Bruchsteinmauerwerk verputzt bzw. Fachwerk verbrettert, Krüppelwalmdach - viertes Gebäude heute abgebrochen                      | 09247363 |
|      | Wohnstallhaus, Seitengebäude und Toreinfahrt eines Bauernhofes                                                                 | Hauptstraße 24 (Karte)     | Um 1800 (Wohnstallhaus); nach 1800 (Seitengebäude); nach 1900 (Toreinfahrt)                                                                      | Zeit- und landschaftstypische Fachwerkgebäude von ortsbildprägender und baugeschichtlicher Bedeutung. - Wohnhaus: zweigeschossig, Erdgeschoss massiv, Fachwerk-Obergeschoss teilweise verkleidet, recht einfaches Fachwerk, Satteldach, um 1800 - Seitengebäude: breit gelagerter Bau, Erdgeschoss massiv, Fachwerk-Obergeschoss mit Eckstreben, Erdgeschoss verputzt, flachgeneigtes Satteldach, nach 1800 - Toreinfahrt: zwei Pfeiler, verblendet durch Klinker, Holztor mit Pforte, um 1900 | 09247366 |
|      | Seitengebäude eines Bauernhofes                                                                                                | Hohle Gasse 1 (Karte)      | Nach 1800 | Zeittypisches Fachwerkhaus von ortsbildprägender und baugeschichtlicher Bedeutung. Zweigeschossig, Erdgeschoss massiv, Fachwerk-Obergeschoss mit regelmäßigem Fachwerk, Erdgeschoss Bruchsteinmauerwerk, Walmdach, mit anderem Wohnhaus zusammen gebaut. | 09247361 |
|      | Wohnstallhaus mit angebautem Seitengebäude, Scheune, Seitengebäude und Toreinfahrt eines Vierseithofes                         | Jößnitzer Straße 2 (Karte) | Um 1850 | Geschlossen erhaltener Bauernhof von ortsbildprägender und heimatgeschichtlicher Bedeutung. - Wohnstallhaus: heute massiv, Fachwerk nur teilweise erhalten, verputzt, Krüppelwalmdach - angebautes Seitengebäude: Erdgeschoss Bruchstein verputzt, Fachwerk-Obergeschoss verschiefert, Krüppelwalmdach, im Stall böhmisches Kappengewölbe, beide Seitengebäude vermutlich nach 1850 - die beiden anderen Seitengebäude: eingeschossig mit Drempel und zweigeschossig, Fachwerk mit Ziegelausfachung, Krüppelwalm- und Satteldach - Toreinfahrt: Ziegelpfeiler, zweiflügeliges Holztor, unten geschlossen, oben mit Lattung | 09247357 |
|      | Wohnhaus und Scheune eines Dreiseithofes sowie zwei Hofbäume                                                                   | Jößnitzer Straße 4 (Karte) | Nach 1800 | Landschafts- und zeittypisches bäuerliches Anwesen, baugeschichtlich und heimatgeschichtlich von Bedeutung. - Wohnhaus: auf rechtwinkligem Grundriss, flachgeneigtem Satteldach, einfaches Fachwerk im Obergeschoss mit Eckstreben teilweise verschiefert, Erdgeschoss massiv und verputzt teilweise modernisiert mit neuen Fenstern - Scheune: freistehend, anderthalbgeschossig, Fachwerk mit Ziegelausfachung, teils verkleidet und verbrettert, Krüppelwalmdach | 09247358 |
|      | Leichenhalle, Friedhofstor sowie zwei Linden neben dem Tor                                                                     | Zum Friedhof (Karte)       | Um 1900 | Anlagenteile von ortsgeschichtlicher Bedeutung. Leichenhalle eingeschossiger kleiner verputzter Massivbau, 2-achsig, Rundbogentür, über Eingang kleine Giebelbekrönung mit Kreuz. | 09247364 |

## Tabellenlegende
- Bild: Bild des Kulturdenkmals, ggf. zusätzlich mit einem Link zu weiteren Fotos des Kulturdenkmals im Medienarchiv Wikimedia Commons. Wenn man auf das Kamerasymbol klickt, können Fotos zu Kulturdenkmalen aus dieser Liste hochgeladen werden:
- Bezeichnung: Denkmalgeschützte Objekte und ggf. Bauwerksname des Kulturdenkmals
- Lage: Straßenname und Hausnummer oder Flurstücknummer des Kulturdenkmals. Die Grundsortierung der Liste erfolgt nach dieser Adresse. Der Link (Karte) führt zu verschiedenen Kartendiensten mit der Position des Kulturdenkmals. Fehlt dieser Link, wurden die Koordinaten noch nicht eingetragen. Sind diese bekannt, können sie über ein Tool mit einer Kartenansicht einfach nachgetragen werden. In dieser Kartenansicht sind Kulturdenkmale ohne Koordinaten mit einem roten bzw. orangen Marker dargestellt und können durch Verschieben auf die richtige Position in der Karte mit Koordinaten versehen werden. Kulturdenkmale ohne Bild sind an einem blauen bzw. roten Marker erkennbar.
- Datierung: Baubeginn, Fertigstellung, Datum der Erstnennung oder grobe zeitliche Einordnung entsprechend des Eintrags in der sächsischen Denkmaldatenbank
- Beschreibung: Kurzcharakteristik des Kulturdenkmals entsprechend des Eintrags in der sächsischen Denkmaldatenbank, ggf. ergänzt durch die dort nur selten veröffentlichten Erfassungstexte oder zusätzliche Informationen
- ID: Vom Landesamt für Denkmalpflege Sachsen vergebene, das Kulturdenkmal eindeutig identifizierende Objekt-Nummer. Der Link führt zum PDF-Denkmaldokument des Landesamtes für Denkmalpflege Sachsen. Bei ehemaligen Kulturdenkmalen können die Objektnummern unbekannt sein und deshalb fehlen bzw. die Links von aus der Datenbank entfernten Objektnummern ins Leere führen. Ein ggf. vorhandenes Icon  führt zu den Angaben des Kulturdenkmals bei Wikidata.